# Einar Jönsson
Karl Einar Jönsson, född 3 maj 1895 i Ramsåsa, Malmöhus län, död 20 juni 1958 i Malmö, var en svensk målare. 
Han var son till lantbrukaren Jöns Nilsson och Eljena Jönsson och från 1940 gift med Inga Svensson. Jönsson studerade konst för Per Gummeson samt i Tyskland, Italien och Schweiz 1938. Han ställde ut separat på SDS-hallen i Malmö 1951. Bland hans offentliga arbeten märks en altartavla i Ramsåsa kyrka. Hans konst består av figurmotiv, fiskartyper, friskt målade blomstermotiv och landskap ofta med vintermotiv i olja eller pastell. 